# Hannah England
Hannah England, född 6 mars 1987 i Oxford, är en brittisk friidrottare som tävlar i medeldistanslöpning.
England deltog vid junior-VM 2006 där hon blev utslagen i försöken på 1 500 meter. Vid inomhus-EM 2009 misslyckades hon också med att ta sig vidare till finalen. Hon deltog inte vid VM 2009 i Berlin. Däremot var hon med vid IAAF World Athletics Final 2009 där hon slutade på en andra plats på 1 500 meter.

## Personliga rekord
- 800 meter - 1.59,94 från 2009
- 1 500 meter - 4.04,29 från 2009

### Webbkällor
- Fakta på IAAF:s webbplats